# عبد الرحيم عراقي
عبد الرحيم عراقي (1932-21 آذار 2006). هو مناضل وأسير فلسطينيّ سابق، ولد في مدينة الطيرة المثلث وانخرط في العمل الوطني والسياسي منذ شبابه. عمل مدّرِسًا في قرية الطيرة وفي قرية كفرقرع حتى فُصِل من عمله من قبل السلطات الإسرائيلية بسبب عمله ونشاطه السياسي والوطني. وفي وقت لاحق حُكِم عليه بالسجن المؤبد بسبب انخراطه بالعمل الفدائي والسياسي. قضى عراقي فترة شبابه في الأسر حتى أُطلق سراحه في عام 1985 في صفقة تبادل الأسرى (اتفاقية جبريل). وبعد خروجه من السجن واصل عمله الوطني وتولى رئاسة تحرير مجلة النقاء إلى جانب إصدار كتابين بعنوان «منا وعلينا» و«لا تخف» إضافة إلى ذلك شغل منصب رئيس جمعية انصار السجين وكرس باقي حياته في خدمة قضايا الأسرى وعائلاتهم، إلى أن توفي في 21 اذار من عام 2006.  